# Język hiszpański

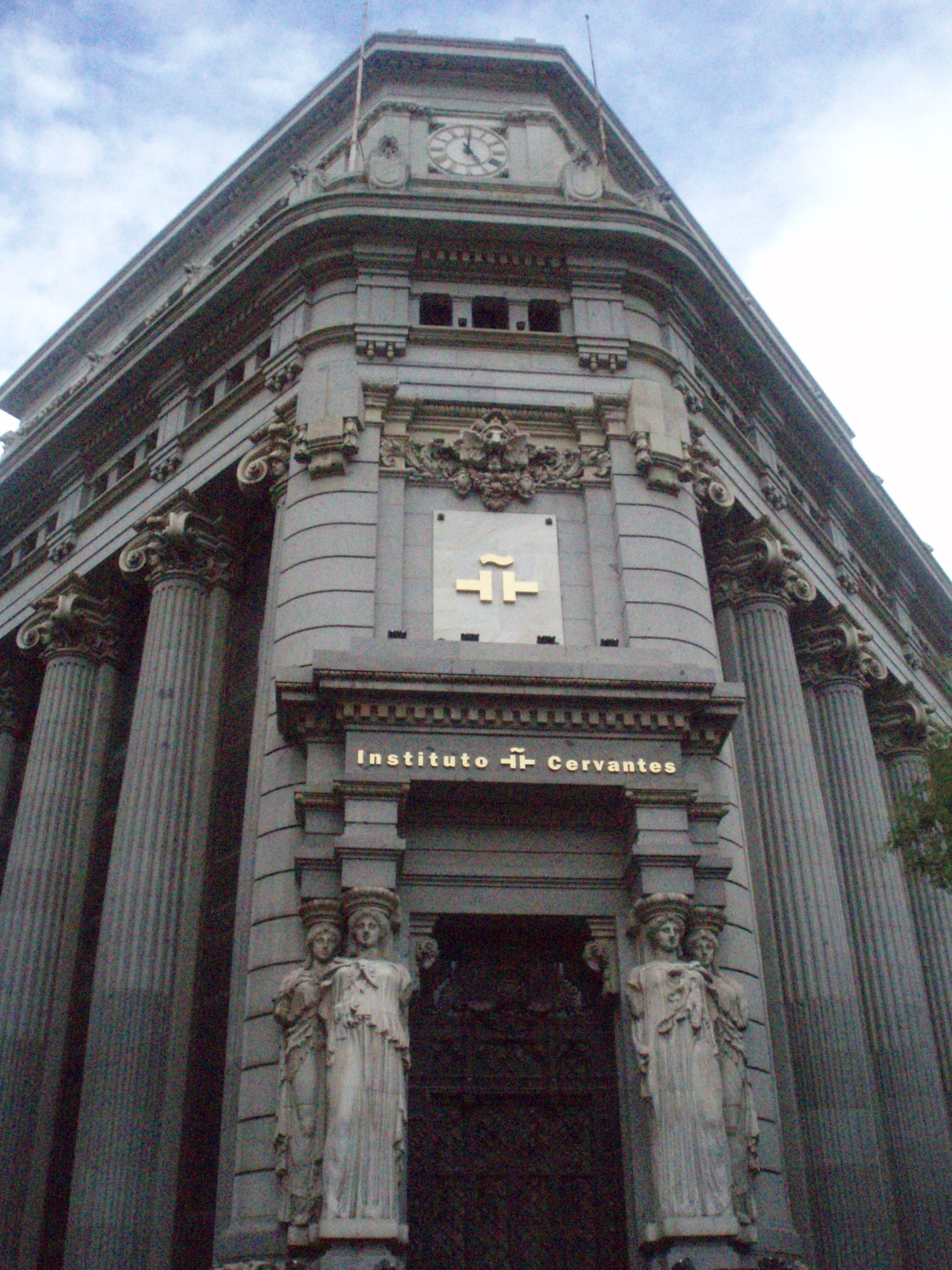
Instytut Cervantesa w Madrycie

Język hiszpański (hiszp. idioma español, castellano) – język należący do rodziny romańskiej języków indoeuropejskich. Współczesne standardy literackie (z Hiszpanii i Hispanoameryki) wywodzą się ze średniowiecznego języka kastylijskiego. Jeszcze dziś język hiszpański bywa nazywany kastylijskim, dla odróżnienia go od innych języków używanych w Hiszpanii.
Język hiszpański jest drugim najpowszechniej używanym językiem na Ziemi. W 2006 roku oceniano, że posługuje się nim jako językiem ojczystym około 650 milionów ludzi na wszystkich kontynentach, szczególnie w Ameryce Południowej, Ameryce Północnej, Europie i zachodniej Afryce. Dalsze 100 milionów używa go jako drugiego języka, natomiast liczba ludzi w ogóle na świecie mówiących tym językiem przekracza półtora miliarda. Język hiszpański należy do grupy języków ekspansywnych (latynizacja Ameryki Północnej). Jest językiem międzynarodowym i urzędowym głównych międzynarodowych organizacji politycznych i gospodarczych, jak Unia Europejska, Unia Afrykańska, OPA, ONZ, NAFTA, traktat antarktyczny, UNICEF, UNASUR, FIFA, UEFA, Interpol, Europol, CARICOM, WHO, Światowa Organizacja Handlu, Mercosur oraz wielu innych.
     jedyny język urzędowy na szczeblu państwowym
     jeden z kilku języków urzędowych

Państwa i terytoria, gdzie język hiszpański jest językiem urzędowym:
jedyny język urzędowy na szczeblu państwowym
jeden z kilku języków urzędowych

Uchwalona 27 grudnia 1978 (znowelizowana 27 sierpnia 1992) Konstytucja Hiszpanii stanowi, że kastylijski jest hiszpańskim urzędowym językiem państwa. Wszyscy Hiszpanie mają obowiązek go znać i prawo nim się posługiwać (art. 3 ust. 1 Konstytucji Hiszpanii). Niemniej pozostałe języki hiszpańskie są również językami urzędowymi w odpowiednich wspólnotach autonomicznych, zgodnie z ich statutami (art. 3 ust. 2 Konstytucji Hiszpanii). Do kategorii owych „pozostałych języków hiszpańskich” zalicza się, występujące w niektórych regionach (autonomiach) Hiszpanii, lokalne rodzime języki:
- aragoński (maño) w Aragonii
- aranejski w Dolinie Aran
- asturyjski (bable) w Asturii
- baskijski (euskara) w Baskonii i Nawarze
- estremadurski w Estremadurze
- galicyjski w Galicji, Eo Navii, El Bierzo(inne języki) i Dolinie Jalamy
- kantabryjski (montañés)(inne języki) w Kantabrii
- kataloński w Katalonii, La Franji i na Balearach
- leoński w Leonie
- portugalski (luzytański) w Olivenzie
- walencki w Walencji i El Carche.

## Etymologia
Według Hiszpańskiej Akademii Królewskiej słowo hiszpański – español pochodzi od występującego w dialekcie prowansalskim słowa espaignol, a to z kolei od łacińskiego Hispaniolus – powiązany lub odnoszący się do prowincji Hispania.

## Historia języka hiszpańskiego
Historia języka hiszpańskiego, ze śladami łaciny pochodzącymi z Cesarstwa rzymskiego, zaczyna się już w V wieku, głównie w centralnej i północnej części Półwyspu Iberyjskiego. Wraz z upadkiem Cesarstwa wpływy łaciny zaczęły się stopniowo zmniejszać, a pochodzący jeszcze z czasów rzymskich podział terytorialny przyczynił się do powstania różnic dialektalnych w języku łacińskim. Z czasem różnice te się pogłębiały, co doprowadziło przed końcem pierwszego tysiąclecia do powstania wielu nowych języków, między innymi języka hiszpańskiego (kastylijskiego). Nazwa samego języka, jak i nazwa kraju, pochodzi od rzymskiej prowincji Hispania, obejmującej cały Półwysep Iberyjski. Romance – była to pierwsza hiszpańszczyzna z elementami łaciny. Język literacki oparł się na dialekcie kastylijskim już w średniowieczu, zaś rola tego dialektu wzrosła, gdy ówczesny król Hiszpanii Alfons X w 1253 roku zarządził, że gdy dojdzie do wątpliwości co do znaczenia słów, decyduje znaczenie kastylijskie.

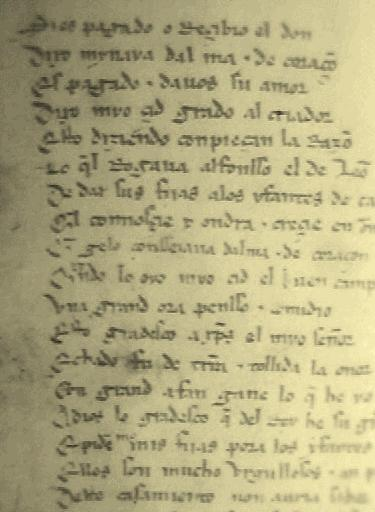
Jedna ze stronic rękopisu Poematu o Cydzie

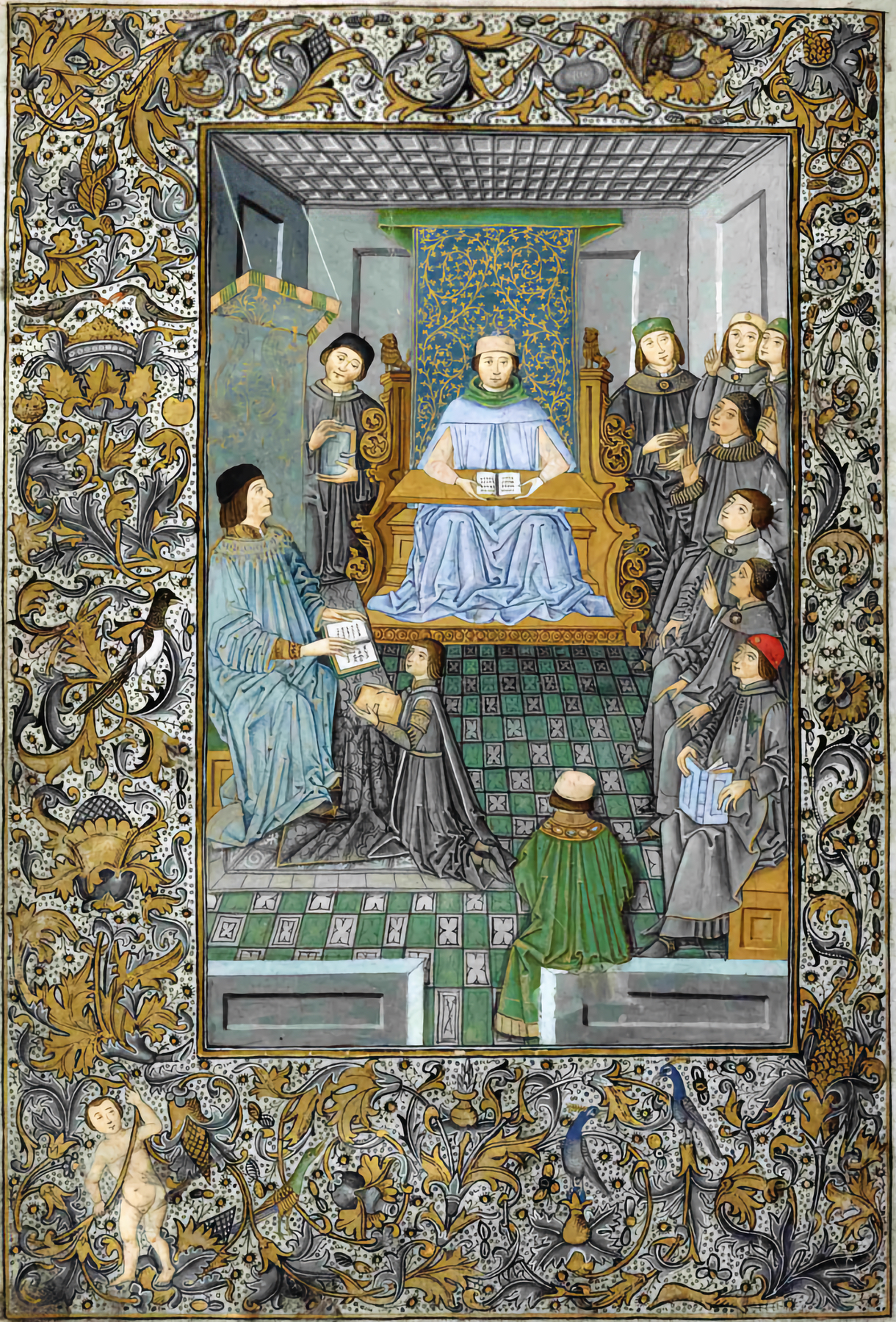
Antonio de Nebrija, autor pierwszej gramatyki języka hiszpańskiego – Gramática de la lengua castellana

Ewolucja zasięgu języków na Półwyspie Iberyjskim

Na obecne ukształtowanie się języków używanych w Hiszpanii wpłynęły znacząco postępy rekonkwisty hiszpańskiej wyzwalającej zajęte w VIII wieku przez Arabów obszary Półwyspu Iberyjskiego, gdy na ówczesne dialekty ludności miejscowej nakładał się dialekt kastylijski. Pierwszymi tekstami literackimi w ówczesnym języku romance były teksty ludowe i poezja śpiewana, a najstarszymi gatunkami poetyckimi były jarchas powstałe w Andaluzji w języku romance-mozárabe zawierającym w sobie naleciałości z języka arabskiego. Z kolei za najstarszy tekst hiszpański uważa się epopeję ludową z ok. 1140 r. – Poema del mio Cid, choć słowa hiszpańskie pojawiły się już wcześniej w klasztornym rękopisie łacińskim z X wieku. W XIII wieku powstały pierwsze parafrazy Pisma Świętego – Biblia Prealfonsina przechowywana w klasztorze Escorial oraz Biblia Alfonsina ukończona w roku 1280.
Literacki język hiszpański ukształtował się w XV wieku, kiedy to Królowie Katoliccy – Ferdynand Aragoński i Izabela Kastylijska – zakończyli rekonkwistę Hiszpanii, podbijając arabski Emirat Grenady – ostatnie mauretańskie królestwo. W 1492 r. została opublikowana pierwsza gramatyka języka hiszpańskiego – Gramática de la lengua castellana opublikowana przez Antonio de Nebriję. Ten sam autor opublikował również słownik hiszpański i zasady ortografii języka hiszpańskiego. Hiszpania w tym czasie stała się światową potęgą i centrum rozległego imperium. Ustandaryzowane normy języka hiszpańskiego były oparte na języku kastylijskim (dialekt z Kastylii). Do dziś używa się obydwu nazw: hiszpański i kastylijski (castellano).

## Españolczycastellano?
Poprawne są obie nazwy języka hiszpańskiego, zarówno español, jak i castellano, i obu używa się równie często. Asociación de Academias de la Lengua Española – instytucja normująca użycie hiszpańskiego w krajach hiszpańskojęzycznych – dopuszcza używanie obydwu nazw, jednak ich stosowanie w poszczególnych krajach jest różne. W większości krajów hiszpańskojęzycznych Ameryki Południowej, poza nielicznymi wyjątkami, używa się nazwy castellano, podobnie jak w Hiszpanii. Natomiast w Meksyku, Ameryce Środkowej i na Karaibach bardziej przyjęta jest nazwa español. W afrykańskiej Gwinei Równikowej także używana jest nazwa español. Konstytucje poszczególnych państw hiszpańskojęzycznych mówią, że oficjalnym językiem jest castellano lub español.

## Zasięg języka hiszpańskiego i różnice w dialektach

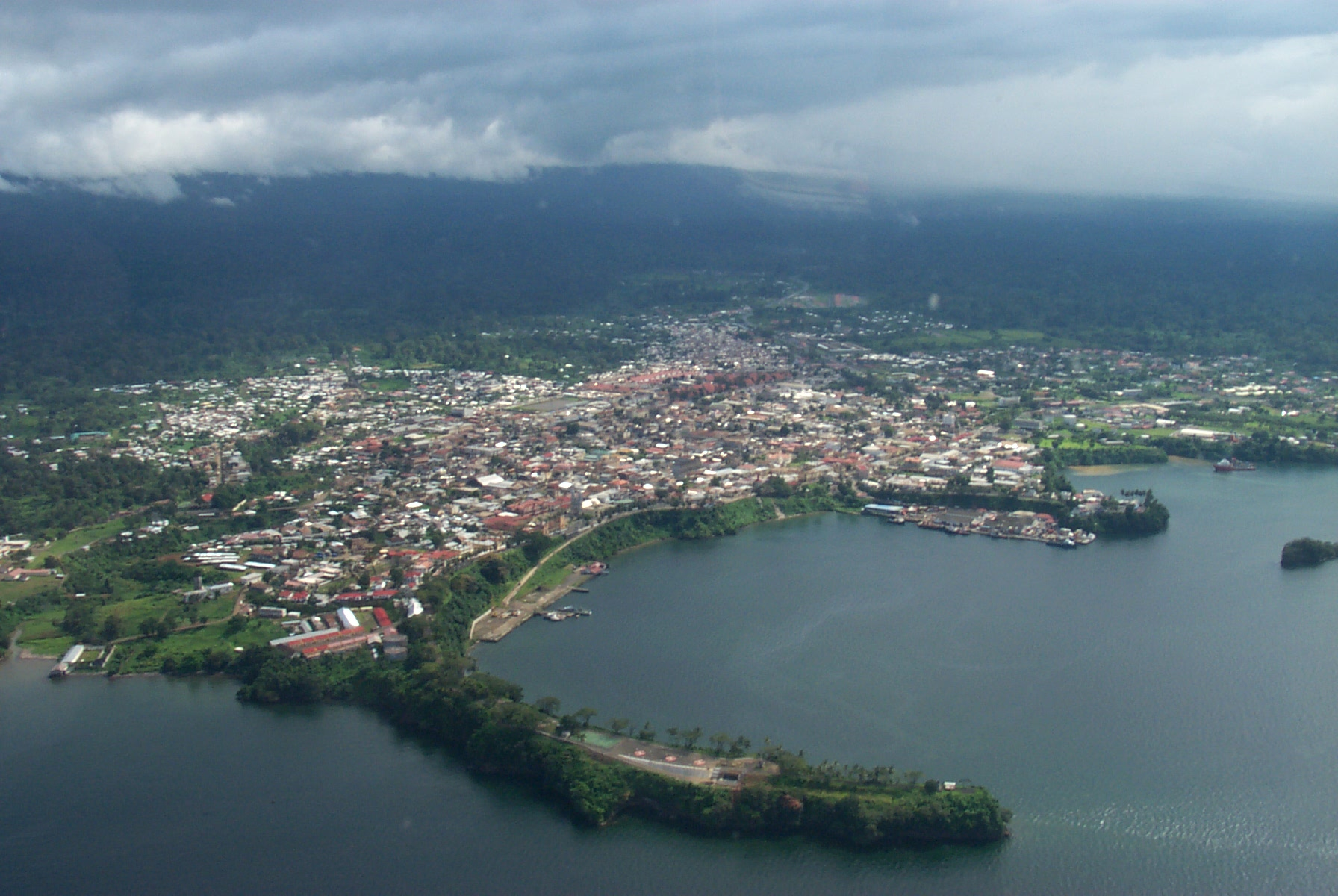
Malabo – stolica Gwinei Równikowej

Hiszpański jest jednym z oficjalnych języków takich organizacji jak m.in. ONZ, Unia Afrykańska czy Unia Europejska.
Hiszpański ma też użytkowników w wielu krajach: Brazylia, Andora, Antyle Holenderskie, Belize, Filipiny, Izrael, Kanada, Maroko, Stany Zjednoczone (Arizona, Floryda, Kalifornia, Nevada, Nowy Jork, Teksas), Trynidad i Tobago. Hiszpańskim mówi się też na Gibraltarze i w Saharze Zachodniej. Jest on również nauczany nieobowiązkowo w szkołach w każdym kraju Unii Europejskiej i w pozostałych częściach świata. We Francji, Włoszech, Szwecji i Norwegii około 70% młodzieży uczy się języka hiszpańskiego. Hiszpański jest drugim po angielskim najczęściej nauczanym językiem na świecie (ponad 20 milionów studentów, choć niektóre źródła wskazują nawet 46 milionów osób uczących się hiszpańskiego w ponad 90 krajach). Ponadto język ten jest drugim językiem w komunikacji międzynarodowej. Język ten jest także drugim językiem na świecie używanym w środowisku pracy w kontaktach zagranicznych oraz pierwszym językiem obcym w Wielkiej Brytanii, Brazylii czy Stanach Zjednoczonych. Ponadto język hiszpański jest drugim językiem portali społecznościowych takich jak Twitter czy Facebook. Hiszpański jest trzecim najczęściej używanym (po angielskim i chińskim) językiem w internecie (ponad 8% wszystkich stron).

Język hiszpański w Afryce

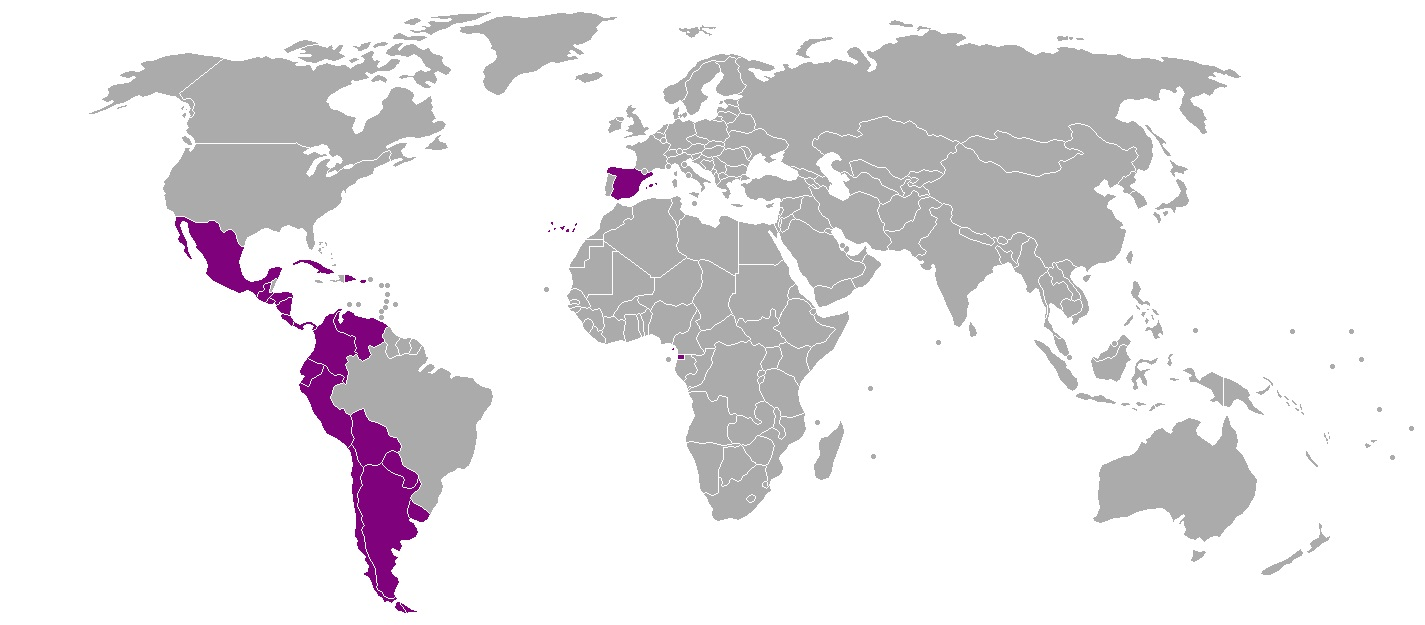
Hispanofonía

Jest kilka istotnych różnic pomiędzy dialektami hiszpańskiego używanymi w samej Hiszpanii i w hispanojęzycznej Ameryce. Za standard ogólnokrajowy Hiszpanii przyjmowana jest wymowa północnokastylijska (chociaż nie zaleca się użycia słabych zaimków, ani ulegania zjawisku językowemu zwanemu laismo, czyli zamiany rodzajnika le na la).
Hiszpanie osiedlający się na kontynencie amerykańskim przynieśli ze sobą własne regionalizmy. Stąd u różnych narodowości i grup etnicznych można dziś znaleźć różne akcenty. Typowa dla Ameryki Łacińskiej (tak jak dla Andaluzji) jest wymowa zwana seseo, polegająca na wymowie c (przed e oraz i) oraz z jako s. Na przykład kastylijskie /θ/ w słowach ciento, caza wymawiane jest jak /s/, tak jak np. w ser, casa.
Tradycyjnie w hiszpańskim występował fonem /ʎ/ (palatalna lateralna), w piśmie wyrażany przez ll. Zanikł on na większości obszarów Ameryki, z wyjątkiem dwujęzycznych obszarów, na których mówi się w keczua lub w innych językach rdzennych Ameryki posiadających ten fonem w swojej fonetyce. Obecnie zanika także w Hiszpanii, z wyjątkiem dwujęzycznych obszarów, na których prócz języka hiszpańskiego używa się kataloński lub inny, w którym jest obecne /ʎ/. Na większości obszarów fonem ten upodabnia się do /j/. Zjawisko to nazywane jest yeismo. W argentyńskim dialekcie rioplatense /j/ i /ʎ/ są na ogół wymawiane jak /ʒ/ (palatalna dźwięczna szczelinowa), w sposób zbliżony do polskiego ź. Zjawisko to nazywa się žeismo.
W sferze wymowy zjawiskiem typowym dla Karaibów jest zamienianie [r] z [l] i na odwrót, w zależności od regionu. I tak w Santo Domingo zamiast „mi amor” (kochanie) usłyszeć można /mi a'mol/. Na południowym zachodzie Dominikany z kolei „falda” (spódnica) wymawiana jest jako /'farda/. W północnej części Dominikany, el Cibao, głoska [r] zastępowana jest przez [j] – stąd „Puerto Plata” brzmi jako /'pwejto 'plata/. W sferze leksykalnej dostrzec można wpływy kultury rdzennych mieszkańców wysp – Tainów – np. w wyrazach: guagua – pojazd (autobus), mangú – tłuczona mieszanka (np. bananów). Również okupacja kraju przez wojska amerykańskie, jak i bliskość obu krajów, pozostawiły swój ślad w języku używanym w Dominikanie, np. w słowach: chequear (z ang. to check – sprawdzać) lub setear (z ang. to set – uporządkować).
Między językiem hiszpańskim używanym w Hiszpanii a jego południowoamerykańskimi dialektami występują też małe różnice gramatyczne. Na przykład w Argentynie w miejsce zaimka tú (ty) używa się vos: tú trabajas = vos trabajás (ty pracujesz); tú eres = vos sos (ty jesteś).
Najważniejszą różnicą jest częstość użycia czasów. W Ameryce Południowej znacznie rzadziej niż w Hiszpanii używa się czasu pretérito perfecto, który często zastępowany jest czasem pretérito indefinido. Poza tym rozpowszechnione jest też (zwłaszcza w Urugwaju, Argentynie i Chile) użycie (archaicznego w Hiszpanii) zaimka vos na oznaczenie drugiej osoby liczby pojedynczej (i użycie w tej osobie specjalnej, nie występującej w odmianie hiszpańskiej, końcówki fleksyjnej czasownika) oraz zanik drugiej osoby liczby mnogiej, zastępowanej osobą trzecią (ustedes).
Na ogół sądzi się, że sprawy języka hiszpańskiego są regulowane przez RAE (Real Academia Española). W rzeczywistości trudno jest ustalać kształt języka dekretami, ale RAE, wraz z 21 innymi akademiami językowymi, ma znaczący, zachowawczy wpływ na język poprzez publikację słowników oraz poradników dotyczących gramatyki i stylu, które są powszechnie przestrzegane.

### Dialekty standardowego języka hiszpańskiego
- amestáo w Asturii
- andaluzyjski(inne języki)
- baturro w Aragonii
- castrapo(inne języki) w Galicji
- castúo w Estremadurze
- catañol w Katalonii
- churro w Walencji
- euskañol w Baskonii
- ibérico w Kastylii, Kantabrii i Leonie
- isleño(inne języki) na Wyspach Kanaryjskich
- panocho(inne języki) w Murcji

### Odmiany języka hiszpańskiego na świecie
- argentyńska
- boliwijska(inne języki)
- chilijska
- dominikańska(inne języki)
- ekwadorska(inne języki)
- gwatemalska(inne języki)
- hondurańska(inne języki)
- kolumbijska(inne języki)
- kostarykańska(inne języki)
- kubańska
- meksykańska
- nikaraguańska(inne języki)
- panamska(inne języki)
- paragwajska(inne języki)
- peruwiańska(inne języki)
- portorykańska(inne języki)
- salwadorska(inne języki)
- standardowa(inne języki)
- urugwajska(inne języki)
- wenezuelska(inne języki)

Każda odmiana języka hiszpańskiego na świecie dzieli się na swoje dialekty regionalne.

## Instytut Cervantesa
Instytut Cervantesa jest największą instytucją międzynarodową upowszechniającą język hiszpański oraz kulturę hiszpańską i hispanoamerykańską za granicą utworzoną w 1991 r. Główna siedziba Instytutu mieści się w Madrycie oraz w Alcalá de Henares – mieście, w którym urodził się pisarz Miguel de Cervantes. Pracą Instytutu Cervantesa kieruje zespół przedstawicieli świata kultury, nauki i literatury z Hiszpanii i Hispanoameryki. Instytut Cervantesa zajmuje się również wydawaniem międzynarodowych certyfikatów (hiszp. Diplomas de Español como Lengua Extranjera) poświadczających znajomość języka hiszpańskiego na różnych poziomach zaawansowania.

## Hiszpańska Akademia Królewska
Hiszpańska Akademia Królewska (hiszp. Real Academia Española – RAE) – założona w drugiej dekadzie XVIII wieku instytucja odpowiedzialna za regulowanie mieści się w Madrycie i jako jedyna ma prawo decydować o rozwoju języka. Odgrywa ona ważną rolę względem dydaktycznym, wydawniczym i zachowawczym. Wydaje rozmaite publikacje utrzymując czystą linię języka. Jest również autorem normatywnego słownika języka hiszpańskiego (hiszp. Diccionario de la lengua española). Jej celem jest zapewnienie i utrzymanie wspólnego, spójnego języka, w szczególności w zakresie ortografii, gramatyki i wymowy.

## Alfabet
Alfabet hiszpański składa się z 26 liter alfabetu łacińskiego, jednej litery dodatkowej ñ oraz dwóch grup literowych ch i ll. Dwuznaku rr, który również odpowiada odrębnemu fonemowi, /r/, nie traktuje się jako odrębny znak w alfabecie. Od 1994 roku również ch i ll przy ustalaniu porządku alfabetycznego nie są traktowane jak odrębne litery, ale jako sekwencje liter (czyli w zestawieniach alfabetycznych <ch> jest pomiędzy ‹ce› a ‹ci›, a nie, jak uprzednio, po ‹cz›, podobnie jest w przypadku <ll>).
A (a), B (be), C (ce), CH (che), D (de), E (e), F (efe), G (ge), H (hache), I (i), J (jota), K (ka), L (ele), LL (elle), M (eme), N (ene), Ñ (eñe), O (o), P (pe), Q (cu), R (erre), S (ese), T (te), U (u), V (uve) lub (ve), W (uve doble) lub (doble ve), X (equis), Y (i griega) lub (ye), Z (zeta).

## Interpunkcja i wymowa

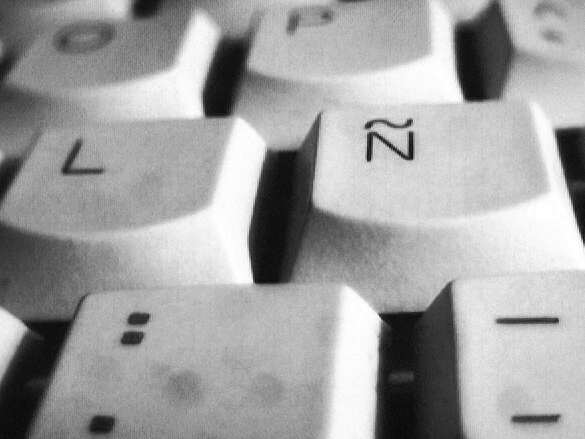
eñe symbol języka hiszpańskiego

Charakterystyczne dla języka hiszpańskiego jest występowanie odwróconego znaku zapytania ¿ oraz odwróconego wykrzyknika ¡. Używa się ich na początku zdań zakończonych odpowiednio znakiem zapytania i wykrzyknikiem. Ułatwia to stosowanie odpowiedniego akcentu zdaniowego i intonacji zdaniowej, szczególnie w długich zdaniach.

### Uproszczone zasady wymowy
- „b” i „v” – wymawia się jak polskie „b”: banco, varón, caballero
- „s” – wymawia się jak polskie „s”: siseo, peso, casas; na południu Hiszpanii i w niektórych regionach Ameryki bywa aspirowane w pozycji końcowej sylaby, mogąc zupełnie zaniknąć na końcu wyrazu
- „z” – w Hiszpanii przeważnie wymawia się jak bezdźwięczne „th” w języku angielskim: zapato; w zachodniej Andaluzji, na Wyspach Kanaryjskich i w Ameryce wymawia się jak polskie „s”
- „c” – przed samogłoskami „e”, „i” wymawia się jak omówioną wyżej literę „z”: paciente, ciego; w pozostałych przypadkach wymawia się jak polskie „k”: calendario, clínica
- „que” – wymawia się jak polskie „ke”: qué
- „qui” – wymawia się jak polskie „ki”: quién
- „ch” – wymawia się podobnie jak polskie „ć”: chocolate
- „j” – wymawia się podobnie jak polskie „h”: junta
- „g” – przed samogłoskami „e”, „i” wymawia się jak polskie „h”: gente, girar, Ángela; w pozostałych przypadkach wymawia się jak polskie „g” (w grupach „gui”, „gue” nie wymawia się „u”): gabinete, guitarra, guerra
- „ñ” – wymawia się jak polskie „ń”: España
- „r” – wymawia się jak krótkie „r”, bez drżenia: respuesta
- „rr” – wymawia się jak polskie, drżące „r”: corrida
- „y” – na końcu sylaby wymawia się jak polskie „j”: doy, buey; w pozostałych przypadkach (zob. uwagę w „ll”) przeważnie przypomina polskie, nieco mniej dźwięczne „dź”, zaś w rejonie Río de la Plata (Argentyna i Urugwaj) jest to zmiękczone „ź” lub „ś”: mayo, yate; samodzielnie (spójnik „y”) wymawia się jak polskie „i”
- „ll” – wymawiane tradycyjnie jako /ʎ/ (brak odpowiednika w języku polskim, osobom nierozróżniającym ten dźwięk może przypominać zbitkę „li”[32]); w dzisiejszych czasach różnica w brzmieniu między tą dwugłoską a wymową „y” zanika na rzecz tej ostatniej (zjawisko upodabniania litery „ll” do „y” nazywane jest yeísmo)
- „h” – jest nieme i nie wymawia się go prawie nigdy: herencia, humo[b]
- „ü” – w zestawieniu „güe”, „güi” diereza oznacza, że „u” ma być wymawiane: cigüeña, pingüino

## Gramatyka języka hiszpańskiego

### Liczebniki
- 1 – uno
- 2 – dos
- 3 – tres
- 4 – cuatro
- 5 – cinco
- 6 – seis
- 7 – siete
- 8 – ocho
- 9 – nueve
- 10 – diez
- 11 – once
- 12 – doce
- 13 – trece
- 14 – catorce
- 15 – quince
- 16 – dieciséis
- 17 – diecisiete
- 18 – dieciocho
- 19 – diecinueve
- 20 – veinte
- 21 – veintiuno
- 22 – veintidós
- 23 – veintitrés
- 24 – veinticuatro
- 25 – veinticinco
- 26 – veintiséis
- 27 – veintisiete
- 28 – veintiocho
- 29 – veintinueve
- 30 – treinta
- 31 – treinta y uno
- 32 – treinta y dos
- 40 – cuarenta
- 50 – cincuenta
- 60 – sesenta
- 70 – setenta
- 80 – ochenta
- 90 – noventa
- 100 – cien
- 101 – ciento uno
- 200 – doscientos
- 300 – trescientos
- 400 – cuatrocientos
- 500 – quinientos
- 600 – seiscientos
- 700 – setecientos
- 800 – ochocientos
- 900 – novecientos
- 1000 – mil
- 2000 – dos mil
- 1 000 000 – un millón
- 2 000 000 – dos millones
- 1 000 000 000 – mil millones
- 1 000 000 000 000 – un billón

Rodzaj żeński
- uno – przed rzeczownikami rodzaju męskiego oraz rzeczownikami rodzaju żeńskiego zaczynającymi się głoską /a/ (zobacz sekcję § Rodzajnik) skraca się do „un”: 21 alumnos = veintiún alumnos, 31 chicos = treinta y un chicos; przed rzeczownikami rodzaju żeńskiego zmienia się w „una”: 21 chicas = veintiuna chicas
- 200–900 – przybiera końcówkę fleksyjną -as przed rzeczownikami rodzaju żeńskiego: 231 alumnos = doscientos treinta y un alumnos, 231 alumnas = doscientas treinta y una alumnas

### Rzeczownik
W języku hiszpańskim odróżnia się tylko 2 rodzaje gramatyczne: męski (género masculino) i żeński (género femenino). Rzeczowniki rodzaju męskiego kończą się przeważnie na -o (np. chico – chłopiec), -aje, -ma lub na spółgłoskę -n lub -r. Rzeczowniki rodzaju żeńskiego kończą się na -a (podobnie jak w języku polskim, np. chica – dziewczyna), -d, -z, -ción, -dad.

### Rodzajnik
Rzeczowniki w języku hiszpańskim przeważnie poprzedzone są charakterystycznym dla siebie rodzajnikiem (artículo), który może być:
- określony (artículo determinado)
- nieokreślony (artículo indeterminado).

Rzeczowniki w rodzaju męskim otrzymują rodzajnik w liczbie pojedynczej el, natomiast w liczbie mnogiej odpowiednikiem jest los. Rzeczowniki rodzaju żeńskiego otrzymują rodzajnik la i, odpowiednio dla liczby mnogiej, las. Wyjątek stanowią rzeczowniki rodzaju żeńskiego zaczynające się głoską /a/ (czyli a- lub ha-) i akcentowane na pierwszą sylabę, otrzymujące w tym przypadku rodzajnik rodzaju męskiego w liczbie pojedynczej: el arma, ale las armas.
W przypadku rodzajnika nieokreślonego są to odpowiednio un i una. W liczbie mnogiej rodzajnik nieokreślony przyjmuje formy unos dla rodzaju męskiego i unas dla rodzaju żeńskiego.
Przykłady:
- la/una mentira → kłamstwo
- la/una lámpara → lampa
- el/un teléfono → telefon

### Czasownik
Czasowniki w języku hiszpańskim dzielimy na trzy grupy koniugacyjne, z charakterystycznymi końcówkami bezokolicznika.

#### Czasowniki regularne
Odmieniają się przez odcięcie końcówki bezokolicznika (-ar, -er, -ir) i zastąpienie jej odpowiednimi końcówkami osobowymi.
|          | Singular (liczba pojedyncza) | Plural (liczba mnoga)        |
| -------- | ---------------------------- | ---------------------------- |
| 1. osoba | yo entro                     | nosotros entramos            |
| 2. osoba | tú entras                    | vosotros entráis             |
| 3. osoba | él, ella, usted entra        | ellos, ellas, ustedes entran |

|          | Singular (liczba pojedyncza) | Plural (liczba mnoga)       |
| -------- | ---------------------------- | --------------------------- |
| 1. osoba | yo como                      | nosotros comemos            |
| 2. osoba | tú comes                     | vosotros coméis             |
| 3. osoba | él, ella, usted come         | ellos, ellas, ustedes comen |

|          | Singular (liczba pojedyncza) | Plural (liczba mnoga)       |
| -------- | ---------------------------- | --------------------------- |
| 1. osoba | yo vivo                      | nosotros vivimos            |
| 2. osoba | tú vives                     | vosotros vivís              |
| 3. osoba | él, ella, usted vive         | ellos, ellas, ustedes viven |

#### Czasowniki zwrotne
Czasowniki zakończone zaimkiem zwrotnym enklitycznym se odmieniają się tak jak pozostałe, z dodaniem odpowiedniej formy słabej (nieakcentowanej) tegoż zaimka dla danej osoby i liczby.
Przykład: lavarse – myć się.
|          | Singular (liczba pojedyncza) | Plural (liczba mnoga)          |
| -------- | ---------------------------- | ------------------------------ |
| 1. osoba | yo me lavo                   | nosotros nos lavamos           |
| 2. osoba | tú te lavas                  | vosotros os laváis             |
| 3. osoba | él, ella, usted se lava      | ellos, ellas, ustedes se lavan |

#### Odmiana czasowników w amerykańskiej odmianie hiszpańskiego
Koniugacja czasownika w tzw. odmianie latynoamerykańskiej języka hiszpańskiego, praktykowanej w zachodniej Andaluzji, na Wyspach Kanaryjskich oraz w całości amerykańskiego terytorium hiszpańskojęzycznego, jest uboższa o jedną formę, bowiem druga osoba liczby mnogiej zastępowana jest formami trzeciej osoby. Zaimek vosotros zastępuje we wszystkich przypadkach wyraz ustedes, używany w Hiszpanii wyłącznie jako zaimek grzecznościowy, odpowiednik polskiego panowie, panie, państwo.
W ogólnym zarysie, w Ameryce Łacińskiej występują dwa typy odmiany czasowników, różniące się formami 2. osoby liczby pojedynczej:
- Typ I charakteryzuje forma identyczna z hiszpańską.
- Typ II, występujący w Argentynie, Urugwaju, Paragwaju i niektórych krajach Ameryki Środkowej m.in. w Kostaryce, charakteryzuje się specjalnymi formami czasownika w presente de indicativo i imperativo, łączącymi się z zaimkiem osobowym vos (zjawisko zwane voseo).

Przykład: odmiana czasownika hablar w czasie teraźniejszym trybu oznajmującego (presente de indicativo)
| typ odmiany          | liczba pojedyncza | liczba pojedyncza | liczba pojedyncza | liczba pojedyncza | liczba mnoga           | liczba mnoga          | liczba mnoga     | liczba mnoga      |
| typ odmiany          | 1. os             | 2. os.            | 2. os. (grzecz.)  | 3. os.            | 1. os.                 | 2. os.                | 2. os. (grzecz.) | 3. os.            |
| -------------------- | ----------------- | ----------------- | ----------------- | ----------------- | ---------------------- | --------------------- | ---------------- | ----------------- |
| hiszpański           | (yo) hablo        | (tú) hablas       | (usted) habla     | (él, ella) habla  | (nosotros/as) hablamos | (vosotros/as) habláis | (ustedes) hablan | (ellos/as) hablan |
| latynoamerykański I  | (yo) hablo        | (tú) hablas       | (usted) habla     | (él, ella) habla  | (nosotros/as) hablamos | (ustedes) hablan      | (ustedes) hablan | (ellos/as) hablan |
| latynoamerykański II | (yo) hablo        | (vos) hablás      | (usted) habla     | (él, ella) habla  | (nosotros/as) hablamos | (ustedes) hablan      | (ustedes) hablan | (ellos/as) hablan |

#### ser/estar/haber
W języku hiszpańskim występują dwa czasowniki łączące o ogólnym znaczeniu „być”, dla odróżnienia: ser – określa cechy stałe, pochodzenie, płeć, kolory itp.; estar – określa położenie lub stan. Zależnie od tego, którego czasownika się używa, wyrażenie może przybrać inny odcień: ser guapo – być ładnym; estar guapo – ładnie wyglądać.
Czasownik ser służy również do tworzenia strony biernej w towarzystwie imiesłowu biernego (participio) innego czasownika: el coche es reparado en el taller – samochód jest naprawiany w serwisie; la casa fue derruida – dom został wyburzony.
Haber może występować w postaci czasownika posiłkowego, tworząc formy złożone w towarzystwie imiesłowu biernego (he saltado – skoczyłem/am), oraz przybiera niekiedy znaczenia „być, istnieć, znajdować się, wydarzyć się” w konstrukcjach bezosobowych (3. osoba liczby pojedynczej): hay un libro sobre la mesa – na stole jest książka, aquí no hay nadie – tutaj nikogo nie ma.

### Przymiotnik
Przymiotnik musi być zgodny z liczbą i rodzajem rzeczownika. W zdaniu występuje zwykle po rzeczowniku.
Przykłady:
- (el) tren verde → zielony pociąg
- (la) casa nueva → nowy dom

Rodzaj żeński przymiotników tworzymy poprzez zmianę końcówki męskiej danego przymiotnika lub poprzez dodanie końcówki -a.
Jeżeli przymiotnik ma końcówkę -o, to rodzaj żeński tworzymy poprzez zmianę -o na -a np.: feo – fea → brzydki – brzydka; bonito – bonita → ładny – ładna.
Innym typem przymiotników są te posiadające końcówki -ícola, -ista, które mają taką samą postać w obu rodzajach: agrícola → rolniczy, rolnicza; pacifista → pacyfistyczny, pacyfistyczna.
Do przymiotników rodzaju męskiego o końcówce -án, -ón, -ín w rodzaju żeński dodaje się -a, np.: gritón – gritona → krzykliwy, krzykliwa.
Przymiotniki określające narodowość, pochodzenie i zakończone w rodzaju męskim na spółgłoskę, w rodzaju żeńskim posiadają dodaną końcówkę -a i tak jak w przypadku: polaco – polaca → polski, polska; español – española → hiszpański, hiszpańska.
W języku hiszpańskim występuje kilka przymiotników, które tracą ostatnią samogłoskę albo sylabę przed określanym rzeczownikiem rodzaju męskiego liczby pojedynczej. Są to m.in.: bueno > buen → dobry; malo > mal → zły; santo > san → święty (wyjątki: santo Domingo, santo Tomás, santo Tomé, santo Toribio).
Przymiotnik grande → duży również przybiera skróconą formę gran przed rzeczownikami rodzaju żeńskiego: Gran Canaria.

### Przymiotniki pełniące funkcję przysłówka
Są to takie przymiotniki, które bez zmiany formy pełnią funkcję przysłówków. Są nimi:
- bajo → niski/nisko
- barato → tani/tanio
- caro → drogi/drogo
- falso → fałszywy/fałszywie
- lento → powolny/powoli
- seguro → pewny/pewnie

### Zaimek
Zaimki osobowe mogą pełnić poniższe funkcje w zdaniu:
- podmiotu – JA – TY – ON
- dopełnienia bliższego – MNIE – CIEBIE – JEGO
- dopełnienia dalszego – MNIE – TOBIE – JEMU
- mogą być również poprzedzone odpowiednimi przyimkami.

Zaimki osobowe pełniące funkcje podmiotu w zdaniu przybierają następujące formy:
- Liczba pojedyncza:
  - yo – ja
  - tú – ty
  - él/ella/ello/usted – on/ona/ono/pan, pani

- Liczba mnoga:
  - nosotros, nosotras – my
  - vosotros, vosotras – wy
  - ellos/ellas/ustedes – oni/one/panowie, państwo

Zaimki osobowe, gdy pełnią w zdaniu funkcje dopełnienia bliższego, odpowiadają zwykle polskiemu biernikowi – tzn. odpowiadają na pytanie: KOGO? CO? – i przybierają następujące formy:
- Liczba pojedyncza:
  - me – mnie
  - te – ciebie
  - lo/le – jego, go, pana
  - la – ją, panią

- Liczba mnoga:
  - nos – nas
  - os – was
  - los – ich (panów)
  - las – je (panie)

Zaimki 3 os. l. pojedynczej i mnogiej używa się również w zdaniu wtedy, kiedy o danej osobie lub przedmiocie już się wcześniej mówiło i nie trzeba powtarzać rzeczownika, tak jak na przykład: ¿Has leído este libro? No, no lo he leído. → Czytałeś te książkę? Nie, nie czytałem jej.
Zaimki osobowe w funkcji dopełnienia dalszego odpowiadają polskiemu celownikowi i odpowiadają na pytania: KOMU?, CZEMU? – i przybierają określone formy:
- Liczba pojedyncza:
  - me – mnie, mi
  - te – tobie
  - le/se – jemu, jej, panu, pani

- Liczba mnoga:
  - nos – nam
  - os – wam
  - les/se – im, państwu

Zaimki osobowe mogą być również poprzedzone w zdaniu przyimkiem. Wtedy przybierają tzw. formę mocną lub akcentowaną:
|         | Singular (liczba pojedyncza) | Plural (liczba mnoga) |
| ------- | ---------------------------- | --------------------- |
| 1 osoba | mí                           | nosotros, nosotras    |
| 2 osoba | ti                           | vosotros, vosotras    |
| 3 osoba | él/ella/ello/usted           | ellos/ellas/ustedes   |

Przykłady:
- hablar de ti → rozmawiać o tobie
- decirle a él → powiedzieć mu

Szczególny przypadek stanowi konstrukcja z przyimkiem CON (z), gdyż w zdaniu zaimki l. poj., czyli mí, ti i sí (zaimek zwrotny 3. os.), łączą się z nim, tworząc formy:
- conmigo
- contigo
- consigo (również dla liczby mnogiej)

Dawniej istniały dodatkowo konstrukcje connosco, convosco odpowiednio dla 1. i dla 2. os. l. mnogiej.

## Czasy

### Czas teraźniejszy –Presente
Czas teraźniejszy Presente de Indicativo służy do wyrażania czynności teraźniejszej, w języku hiszpańskim, podobnie jak w języku polskim, za jego pomocą można wyrazić czynność aktualną, odbywającą się w danej chwili.
- Konstrukcja zdania: (Podmiot) + czasownik odmieniany w danej koniugacji + dopełnienie.
Pytania tworzy się poprzez postawienie na początku zdania odwróconego pytajnika „¿”, postępując następnie zgodnie z konstrukcją budowy zdania. Podmiot jest najczęściej pomijany, podobnie jak w języku polskim, a pytania dodatkowo mogą rozpoczynać się od pytajników czyli: Qué – Co?, Cómo – Jak?
  - ¿Hablas español? – Mówisz po hiszpańsku? (pomija się osobę)

Przeczenia tworzy się natomiast za pomocą NO stawianego między podmiotem a czasownikiem odpowiednio odmienionym:
  - No hablo español – Nie mówię po hiszpańsku.

### Czas przeszły dokonany złożony –Pretérito perfecto compuesto
Czas ten służy do wyrażania czynności, która odbyła się w danym czasie, ale jej skutki są nadal odczuwalne.
Polski przykład: „Obciąłem włosy” (teraz są krótkie).
- Konstrukcja zdania: (Podmiot) + Presente de HABER + Participio Pasado + dopełnienie.

Presente de HABER jest to czasownik posiłkowy HABER odmieniany w czasie Presente de Indicativo.
Participio Pasado to imiesłów bierny danego czasownika opisujący akcję, która ma być wyrażona w zdaniu w Pretérito Perfecto.
- - Odmiana czasownika Haber przez osoby w Presente de Indicativo:
- Yo → He
- Tu → Has
- El/Ella → Ha
- Nosotros/Nosotras → Hemos
- Vosotros/Vosotras → Habéis
- Ellos/Ellas → Han

Participio Pasado – imiesłów bierny tworzony jest według prostej zasady: zamieniając końcówkę bezokolicznika -ar na -ado, a końcówki -er i -ir na -ido np.: centrar→centrado; comer→comido; vivir→vivido. Oprócz tego istnieją także czasowniki, których imiesłów bierny tworzy się nieregularnie: poner→puesto; hacer→hecho; volver→vuelto.
Pytania tworzy się poprzez postawienie na początku zdania odwróconego pytajnika „¿”, następnie postępuje się zgodnie z konstrukcją, podmiot najczęściej jest pomijany: ¿ Presente de HABER + Participio Pasado +...?. Przeczenia tworzy się za pomocą NO stawianego między podmiotem a czasownikiem posiłkowym HABER odpowiednio odmienionym. NO stawia się na początku zdania przed czasownikiem posiłkowym: NO + Presente de HABER + Participio Pasado +....

### Czas przeszły dokonany prosty – Pretérito indefinido
Jest to czas dokonany.
- Konstrukcja zdania: (Podmiot) + czasownik odmieniany w danej koniugacji + dopełnienie.

Czasownik w Pretérito Indefinido podlega odmianie zgodnie z zasadami koniugacji obowiązującymi w tym czasie. Czasowniki mogą być odmieniane całkowicie regularnie lub nieregularnie w pełni i niepełnie.
Pytania tworzy się poprzez postawienie na początku zdania odwróconego pytajnika „¿”, postępując następnie zgodnie z konstrukcją:
| I koniugacja  | I koniugacja | II, III koniugacja | II, III koniugacja |
| l. pojedyncza | l. mnoga     | l. pojedyncza      | l. mnoga           |
| ------------- | ------------ | ------------------ | ------------------ |
| -é            | -amos        | -í                 | -imos              |
| -aste         | -asteis      | -iste              | -isteis            |
| -ó            | -aron        | -ió                | -ieron             |

Podmiot jest najczęściej pomijany, czasownik w Pretérito Indefinido wskazuje nam adresata pytania. ¿czasownik+dopełnienie? np.: ¿Dónde nació? → Gdzie (on/ona) się urodził(a)?
Przeczenia tworzy się natomiast za pomocą NO, stawianego między podmiotem a czasownikiem odpowiednio odmienionym. Ponieważ podmiot może być pominięty, NO stawia się na początku zdania. NO+czasownik+dopełnienie.

### Czas przeszły niedokonany –Pretérito imperfecto
Pretérito Imperfecto to czas niedokonany; główne jego zastosowanie to wyrażanie czynności, które trwały w przeszłości przez pewien czas lub powtarzały się.
- Konstrukcja zdania: (Podmiot) + czasownik odmieniany w danej koniugacji + dopełnienie.

| I koniugacja  | I koniugacja | II, III koniugacja | II, III koniugacja |
| l. pojedyncza | l. mnoga     | l. pojedyncza      | l. mnoga           |
| ------------- | ------------ | ------------------ | ------------------ |
| -aba          | -ábamos      | -ía                | -íamos             |
| -abas         | -abais       | -ías               | -íais              |
| -aba          | -aban        | -ía                | -ian               |

Czasownik w Pretérito Imperfecto musi być odmieniany zgodnie z zasadami koniugacji obowiązującymi w tym czasie. Czasowniki mogą być odmieniane całkowicie regularnie lub nieregularnie. Większość czasowników odmienia się w sposób regularny, poza występującymi nielicznymi wyjątkami. Pytania i przeczenia tworzymy zgodnie z regułą pozostałych czasów. Z czasem tym wiążą się także charakterystyczne określniki czasu, a w zasadzie częstotliwości wykonywania danej czynności. Charakterystycznymi określnikami są:
- a veces → czasem
- de vez en cuando → czasami
- antes → przedtem
- cada lunes → w każdy poniedziałek
- todos los días → codziennie/każdego dnia

### Czas zaprzeszły –Pretérito pluscuamperfecto
Czas ten wyraża czynności przeszłe dokonane, które odbyły się wcześniej niż inna czynność dokonana przeszła. Może on wystąpić zarówno w zdaniu złożonym, jak i pojedynczym. Składa się z czasownika posiłkowego haber odmienianego w czasie pretérito imperfecto de indicativo i nieodmiennego imiesłowu czasu przeszłego.
- Konstrukcja zdania: (Podmiot) + Pretérito imperfecto de HABER + Participio Pasado + dopełnienie.

Do tworzenia zdań używa się czasowników posiłkowych np. czasownika haber odmienianego w Pretérito Imperfecto.

### Futuro imperfecto
Futuro Imperfecto służy do określania czynności przyszłej; odpowiada mu polski czas przyszły dokonany, jak i niedokonany. W języku potocznym często zastępowany jest przez konstrukcję ir + a + infinitivo.
- Konstrukcja zdania: (Podmiot) + czasownik odmieniany w danej koniugacji + dopełnienie.

Pytania i przeczenia tworzymy jak w pozostałych czasach.
- Przykładowe określniki czasu przyszłego:
  - mañana → jutro
  - más tarde → później
  - dentro de un mes → za miesiąc
  - luego → potem
  - esta noche → tej nocy
  - el año que viene → w przyszłym roku

| I, II, III koniugacja | I, II, III koniugacja |
| l. pojedyncza         | l. mnoga              |
| --------------------- | --------------------- |
| -é                    | -emos                 |
| -ás                   | -éis                  |
| -á                    | -án                   |

### Futuro perfecto
Futuro Perfecto to czas przyszły dokonany złożony, służący do wyrażania czynności przyszłej. Czas ten bywa nazywany również czasem Antefuturo.
- Konstrukcja zdania: (Podmiot) + Futuro Imperfecto de Haber + Participio Pasado + dopełnienie.

Futuro Imperfecto de HABER jest to czasownik posiłkowy haber odmieniany w Futuro Imperfecto.
Participio Pasado to imiesłów bierny danego czasownika opisujący akcję, która ma być wyrażona w zdaniu w Futuro Imperfecto.
- Tworzenie pytania: ¿(Podmiot) + Futuro Imperfecto de Haber + Participio Pasado +...?
- Tworzenie przeczenia: NO + Futuro Imperfecto de Haber + Participio Pasado +...

## Populacja hiszpańskojęzyczna według krajów
| Państwa i terytoria zależne | Populacja hiszpańskojęzyczna |
| --------------------------- | ---------------------------- |
| Meksyk                      | 109 255 000                  |
| Hiszpania                   | 45 600 000                   |
| Kolumbia                    | 44 400 000                   |
| Argentyna                   | 41 248 000                   |
| Stany Zjednoczone           | 48 000                       |
| Peru                        | 26 152 265                   |
| Wenezuela                   | 26 021 000                   |
| Brazylia                    | 19 700 000                   |
| Chile                       | 15 795 000                   |
| Kuba                        | 11 285 000                   |
| Ekwador                     | 10 946 000                   |
| Dominikana                  | 8 850 000                    |
| Gwatemala                   | 8 163 000                    |
| Honduras                    | 7 267 000                    |
| Boliwia                     | 7 010 000                    |
| Salwador                    | 6 859 000                    |
| Nikaragua                   | 5 503 000                    |
| Paragwaj                    | 4 737 000                    |
| Kostaryka                   | 4 220 000                    |
| Portoryko                   | 4 017 000                    |
| Urugwaj                     | 3 442 000                    |
| Panama                      | 3 108 000                    |
| Filipiny                    | 2 900 000                    |
| Francja                     | 2 100 000                    |
| Haiti                       | 1 650 000                    |
| Rosja                       | 1 200 000                    |
| Wielka Brytania             | 900 000                      |
| Japonia                     | 500 000                      |
| Włochy                      | 455 000                      |
| Gwinea Równikowa            | 447 000                      |
| Niemcy                      | 400 000                      |
| Sahara Zachodnia            | 341 000                      |
| Kanada                      | 272 000                      |
| Chiny                       | 250 000                      |
| Gujana                      | 198 000                      |
| Izrael                      | 160 000                      |
| Australia                   | 150 000                      |
| Belize                      | 130 000                      |
| Korea Południowa            | 90 000                       |
| Maroko                      | 86 000                       |
| Liban                       | 59 000                       |
| Andora                      | 40 000                       |
| Szwecja                     | 39 000                       |
| Turcja                      | 29 500                       |
| Finlandia                   | 17 200                       |
| Rumunia                     | 7000                         |

Trudno dokładnie określić liczbę użytkowników języka hiszpańskiego, ponieważ nie wszyscy mieszkańcy krajów z językiem hiszpańskim jako urzędowym rzeczywiście się nim posługują. Dodatkowo większość użytkowników języka hiszpańskiego w Stanach Zjednoczonych włada też językiem angielskim.